# Синдром Сиппла
Синдро́м Си́ппла (МЭН II, МЭН IIa) — включает медуллярную карциному щитовидной железы (C-клеточная карцинома, в основном продуцирующая тирокальцитонин), двустороннюю (билатеральную) феохромоцитому и первичный гиперпаратиреоз (гиперплазия или аденоматоз паращитовидных желез). Возможно сочетание с амилоидозом кожи или болезнью Гиршпрунга.

## История
Впервые сочетание феохромоцитомы, медуллярной карциномы щитовидной железы и аденомы паращитовидной железы описал Сиппл в 1961 году.
В 1974 году Сайзмор и соавторы (Sizemore et al) показали, что МЭН типа II объединяет две группы пациентов с феохромоцитомой и медуллярной карциномой щитовидной железы:
- МЭН IIa — с аденомой паращитовидной железы и
- МЭН IIb — без поражения паращитовидной железы, но с наличием нейрином слизистых оболочек и мезодермальными аномалиями.[5]

В 1993 ген RET-протоонкогена при МЭН типа IIa успешно клонирован.

## Этиология (генетические дефекты при синдроме МЭН типа IIa)

В большинстве случаев множественная эндокринная неоплазия типа II наследуется по аутосомно-доминантному типу.

Синдром Сиппла — аутосомно-доминантно-наследуемое сочетание медуллярного рака щитовидной железы, феохромоцитомы и опухолей паращитовидных желез. Генетической основой и генетическим маркёром МЭН типа II является точечная мутация в RET-протоонкогене, локализованном в парацентромерном участке длинного плеча 10-й хромосомы, кодирующем структуру рецептора тирозинкиназы. Все варианты этого синдрома обусловлены мутациями протоонкогена — у 93…95% пациентов обнаруживают точечные мутации протоонкогена c-ret (10q11), кодирующего рецептор нейротропного фактора, регулирующего пролиферацию и дифференцировку клеток, производных нервного гребня. Мутации приводят к активации рецептора c тирозинкиназной актвностью и к трансформации нейроэктодермальных клеток. Мутации могут затрагивать различные кодоны c-ret:
- у всех пациентов с классической МЭН типа IIa и МЭН типа IIa с первичным амилоидозом кожи имеются мутации в кодоне 634;
- при сопутствующей болезни Гиршпрунга возникают мутации в кодонах 634, 609, 618 и 620.[8]

Расшифровка генетических дефектов, лежащих в основе синдромов МЭН, позволяет оценивать риск развития заболевания у родственников пациентов и планировать профилактические мероприятия. При обнаружении мутации в RET-протоонкогене у родственников больных показана профилактическая экстирпация щитовидной железы.

## Клиническая картина
Определяется наличием соответствующего симптомокомплекса (все варианты обусловлены мутациями протоонкогена c-ret):
- классический вариант МЭН IIa — сочетание медуллярной карциномы щитовидной железы, феохромоцитомы и гиперплазии или аденомы паращитовидных желез;
- семейная изолированная медуллярная карцинома щитовидной железы — данный вариант редко включает другие опухоли;
- МЭН типа IIa с первичным амилоидозом кожи — красно-коричневые, мучительно зудящие высыпания (пятна, узелки) между лопатками или на голенях;
- МЭН типа IIa с болезнью Гиршпрунга.[8]

### Медуллярная карцинома щитовидной железы
Обнаруживается практически у всех пациентов. Опухоли обычно многоочаговые, их развитию предшествует гиперплазия C-клеток. Встречается в 5…18% случаев злокачественных новообразований щитовидной железы и возникает, как правило, в возрасте 15…20 лет (семейная форма) или около 45 лет (спорадическая форма). Опухоль, секретирующая тирокальцитонин, небольшого размера (до 10 мм) и весьма злокачественная — приблизительно у 40% пациентов на момент выявления обнаруживают метастазы в регионарные лимфатические узлы, которые бывают двусторонними. Метастазирует быстро:
- лимфогенным путём — в средостение;
- гематогенным путём — в лёгкие, печень человека и кости.[3]

Патофизиологическая роль усиленной секреции тирокальцитонина остаётся не выясненой. Доказано, что повышенный уровень гормона не приводит к гипокальциемии, в то же время повышенный уровень тирокальцитонина является важнейшим маркёром медуллярной карциномы щитовидной железы. Часто протекает бессимптомно, иногда определяется диарея, связанная с продукцией опухолью вазоактивных веществ: серотонина, гистамина и простагландинов. Редко встречается эктопическая секреция АКТГ с клиникой гиперкортицизма.

### Феохромоцитома
Встречается более чем в 70% случаев, как правило, двусторонняя, многоочаговая и обнаруживается в надпочечниках или в параганглиях (вненадпочечниковая локализация). Обычно выявляется спустя некоторое время после установления диагноза МЭН II. Редко бывает злокачественной. Клиническая картина обусловлена симптоматикой феохромоцитомы — как правило, артериальная гипертония, возникающая в возрасте 20…40 лет.
J.R. Zeller и соавторы у 11 пациентов с феохромоцитомой выявили различные опухоли из островковых клеток. Эти исследователи рекомендуют обследовать всех больных с феохромоцитомой на предмет выявления опухолей из островковых клеток методом визуализации поджелудочной железы: УЗИ, сцинтиграфия, КТ или МРТ и гормонально-метаболическое исследование.
Для выявления надпочечниковых и ненадпочечниковых феохромоцитом и их метастазов используют сцинтиграфию с мета-131I-бензилгуанидином или мета-123I-бензилгуанидином. Иногда выявляется и медуллярная карцинома щитовидной железы. Для сцинтиграфии также используют 99mTc-димеркаптоянтарную кислоту.

### Первичный гиперпаратиреоз
Встречается приблизительно в 50% случаев. Обусловлен гиперплазией или аденоматозом паращитовидных желез. Вероятно, усиленная секреция тирокальцитонина не является причиной гиперпаратиреоза, поскольку он встречается и у пациентов без медуллярной карциномы щитовидной железы.
Основными органами-мишенями при гиперпаратиреозе являются костная ткань, почки и желудочно-кишечный тракт. Заболевание развивается постепенно. Ранние его проявления неспецифичны: слабость, быстрая утомляемость, пациентам становится трудно ходить, ухудшается аппетит, они худеют. Присоединяется мышечная слабость, боли в ногах, походка становится «утиной». Развивается жажда, брадикардия, артериальная гипертензия. Пациенты астенизированы, вялые, депрессивны. Жалобы нарастают годами, иногда диагноз устанавливают через 10 лет с момента появления первых признаков (ранняя диагностика затруднена в связи с неспецифичностью симптоматики, а появление характе́рных проявлений позволяет распознать заболевание лишь на поздних стадиях).

### Первичный амилоидоз кожи
Характеризуется красно-коричневыми высыпаниями (пятна, узелки) в межлопаточной области или на голенях, которые сопровождаются сильным мучительным зудом.

### Болезнь Гиршпрунга
Врождённая аномалия развития — отсутствие ганглиев внутристеночных нервных сплетений на участке толстой кишки, приводящее к полному отсутствию перистальтики, расширению и атонии вышележащих участков — проявляется запорами и признаками хронической интоксикации.

## Диагностика
Диагноз, как правило, выявляется случайно при скрининге узлового зоба или при обследовании родственников больного МЭН (мутация RET-протоонкогена в лейкоцитах периферической крови указывает на проявление МЭН типа II (IIa) или III (IIb); отсутствие мутации RET-протоонкогена в лейкоцитах и её наличие в опухоли — спорадическая форма медуллярной карциномы щитовидной железы).
Семейный скрининг предусматривает ежегодное исследование уровня кальцитонина в пентагастриновом тесте (стимуляция пентагастрином: 0,5 мкг/кг массы тела, забор крови на 0-й, 2-й и 5-й минуте) у родственников 1-й и 2-й степени родства в возрасте от 6 до 50 лет, а также уровня экскреции катехоламинов и ванилилминдальной кислоты и кальциемии. Наиболее чувствительный генетический скрининг заключается в исследовании с целью обнаружения характерной мутации RET-протоонкогена.
- УЗИ ЩЖ — обнаруживают гипоэхогенный узел в щитовидной железе, без чётких границ.
- сцинтиграфия соматостатиновых рецепторов с 99mTc-DMSA — для выявления отдалённого метастазирования медуллярной карциномы щитовидной железы.
- биопсия опухоли — находят кальцитонин, карциноэмбриональный антиген (CEA); тиреоглобулин не определяется.

Феохромоцитома при МЭН, как правило, двусторонняя (70% случаев, её клиническая картина не такая яркая, ка при спорадических формах — в плазме крови определяется повышенный уровень кальция (>2,6 ммоль/л), в моче повышена экскреция ванилил-миндальной (ВМК) и гомованилиновой кислот (ГВК), адреналина, норадреналина.
Первичный гиперпаратиреоз — в плазме крови повышены уровни кальция и паратгормона.

## Лечение
1. Лечение начинают с удаления феохромоцитомы.
2. Затем проводят экстирпацию щитовидной железы с удалением шейных лимфатических узлов  и клетчатки.
3. Назначают препараты тироксина для компенсации послеоперационного гипотиреоза.
4. После этого приступают к лечению гиперпаратиреоза и других отклонений.

В неоперабельных случаях и если операция выполнена не радикально — назначают октреотид (синтетический аналог соматостатина) и химиотерапевтические препараты.
Первичный амилоидоз кожи и болезнь Гиршпрунга при необходимости лечатся оперативно.

## Прогноз
Благоприятный прогноз маловероятен.